# Permis feu
En entreprise, un permis feu est un document de sécurité qui doit être établi préalablement à toute opération de maintenance ponctuelle qualifiée de « travail par point chaud ». Cette terminologie englobe les opérations de soudage, de découpage de métaux, et toutes les opérations génératrices de chaleur, d'étincelles ou de flamme nue.
Le permis feu se présente sous la forme d'une liste de tâches à contrôler ou à accomplir, avant et après l'opération, afin de prévenir les risques d'incendies et d'explosions. Quelques règles de sécurité élémentaires doivent être respectées avant l'intervention du personnel de maintenance : retrait des éléments inflammables de la zone de propagation de la chaleur, vérification de la disponibilité des extincteurs, fermeture des alimentations de gaz et éventuellement, vérification de l'absence de dégagement naturel de substance inflammable à proximité du point chaud, entre autres. Le personnel de surveillance doit, en outre, revenir deux heures après l'intervention afin de s'assurer qu'un feu n'est pas en train de couver.
Dans l'entreprise, le permis feu ne peut être signé que par le directeur (officiellement responsable de la sécurité dans son entreprise), ou par délégation, par un employé chargé de la sécurité. Il est également signé par une personne qualifiée pour surveiller les travaux. Cette personne doit être désignée par le chef d'établissement ou son représentant, et doit être formée à l'utilisation des moyens de lutte contre le feu dans la zone des travaux. Enfin, il doit être signé par la personne qui réalise les travaux. Le surveillant et l'intervenant ne doivent pas être la même personne.
Les postes de travail spécialement aménagés pour les opérations par point chaud, par exemple une zone de soudage dans un atelier de maintenance, sont exempts de permis feu.

## Règlementation

### Cadre règlementaire en France
Depuis l'ordonnance préfectorale du 16 février 1970, pour Paris et les départements de Seine-Saint-Denis, Hauts-de-Seine et Val-de-Marne, des mesures de sécurité sont obligatoires pour toute « opération de soudage, de découpage par chalumeau, arc électrique ou comportant l'usage d'une flamme qui n'est pas effectuée dans un poste permanent de travail », sans que le document permis feu soit mentionné.
Vingt-trois années plus tard, l'arrêté du 19 mars 1993, pris en application de l'article R237-8 du Code du travail, pour les travaux de soudage oxyacétylénique, s'applique de façon obligatoire aux travaux effectués par une entreprise extérieure, sur tout le territoire français.

### Périmètre d'application de la règlementation

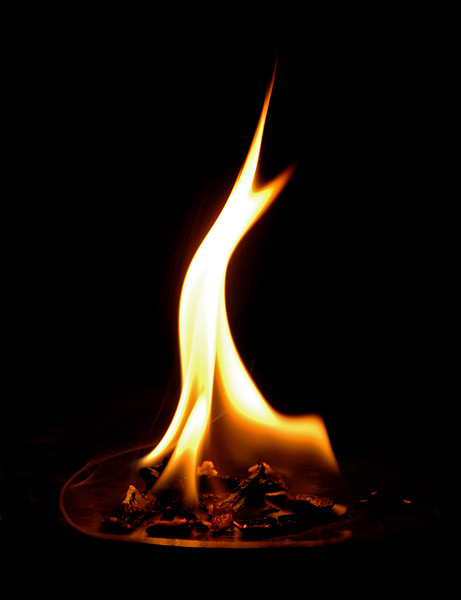
La flamme nue représente un danger.

Les travaux appelés « par point chaud » comprennent : 
- le soudage à l'arc électrique, qui génère la température la plus élevée (plus de 4 000 °C) et les projections d'étincelles les plus violentes ; 
- le soudage au chalumeau à gaz (oxyacétylénique ou aérogaz), où la chaleur est apportée par une flamme résultant de la combustion d'un ou de plusieurs gaz dans l'air ; variante du précédent, le soudo-brasage consiste à assembler des pièces métalliques à l’aide d’un métal d’apport de point de fusion inférieur ; 
- l'oxycoupage (coupage de métaux au jet d'oxygène) ; 
- le dégivrage au chalumeau, générant des transports de chaleur incontrôlables par les pièces métalliques traitées ; 
- le soudage au chalumeau à gaz de bandes de bitume, particulièrement utilisé dans les travaux d’étanchéité de toitures ; 
- les coupages et meulages à l’aide d’outils tels que tronçonneuse, meuleuse d’angle ou ponceuse, et tous les travaux susceptibles, par apport de flamme, de chaleur ou d’étincelles, de communiquer le feu aux locaux.

### Consignes en entreprise
Il est formellement interdit à tout agent appartenant ou non à un établissement d’entreprendre tous travaux dits points chauds sans avoir obtenu le permis, excepté pour le travail en atelier dans un poste de soudure adapté.
Ce permis doit être établi par le chef d’établissement ou une personne désigné par lui et remis contre signature au responsable effectif des travaux.
Le permis doit préciser impérativement la nature des protections à réaliser avant, pendant et après le travail.

### Zones de propagation

propagation directe de la chaleur
propagation de la chaleur par conductivité ou déplacement de fluide
propagation de la chaleur par étincelles
propagation de la chaleur à travers un mur

### Exemple non intuitif
Une opération de maintenance est prévue sur une cuve anaérobie d'une station d'épuration. Un tuyau doit être vissé. L'opération ne dégageant pas de chaleur, aucun permis feu n'est délivré. Au cours de l'intervention, pour une question d'accessibilité, les techniciens prennent la décision de souder le tuyau plutôt que de le visser.
Analyse rapide sans permis feu
- Travail en extérieur, donc absence de carton et autre matériels inflammable, et la cuve est pleine d'eau.

Analyse complète imposée par le permis feu
- La cuve est une cuve de station d'épuration anaérobie, remplie à 85 % donc avec une zone remplie de gaz inflammables. Support métallique conducteur de chaleur. Le travail est en hauteur donc augmentation des risques en cas d'explosion.

## Prévention des risques
Le permis feu consiste en une liste de points à vérifier afin de limiter les incendies et explosions lors de travaux par point chaud,,,. Les dispositions préventives à adopter sont :

### Avant les travaux
- Vérifier que les appareils sont en parfait état (tension convenable pour l’appareillage électrique).
- Éloigner, protéger ou couvrir de bâches ignifugées tous les matériaux ou installations combustibles ou inflammables et, en particulier, ceux qui sont placés derrière les cloisons proches du lieu de travail. Éventuellement, arroser le sol et les bâches de couvertures.
- Si le travail doit être effectué sur un volume creux, s’assurer que son dégazage est effectif.
- Aveugler les ouvertures, interstices, fissures, etc. (sable, bâches, plaques métalliques, etc.).
- Dégager largement de tout matériel combustible ou inflammable le parcours des conduites et tuyauteries traitées.
- Disposer à portée immédiate les moyens d’alarme et de lutte contre le feu. Ceux-ci devront comporter au moins un extincteur de CO2 de 2 kg et un extincteur à eau pulvérisée de 9 litres.
- Désigner un auxiliaire instruit des mesures de sécurité.
- Rédiger et faire signer le document permis de feu.

### Pendant les travaux
- Surveiller les projections incandescentes et leurs points de chutes.
- Ne déposer les objets chauffés que sur des supports ne craignant pas la chaleur et ne risquant pas de la propager.

### Après les travaux
- Inspecter le lieu de travail, les locaux adjacents et les environs pouvant être concernés par les projections d’étincelles ou les transferts de chaleur.
- Maintenir une surveillance rigoureuse pendant deux heures au moins après la cessation du travail.

### Cas particulier du risque ATEX
Les zones ATEX et les espaces confinés sont particulièrement exposés aux risques d'incendie et d'explosion, que ces zones soient classées 0, 1 ou 2.
De fait, outre la signalisation ATEX (panneau triangulaire, noir sur fond jaune), ces zones requièrent, entre autres mesures de prévention, l'usage d'un permis feu pour toute intervention.
La détention de ce permis feu est explicitement demandée par les Documents Relatifs à la Protection Contre les Explosions, et peut être signalée par l'intermédiaire des panneaux Interdiction de flamme nue, Danger espace confiné, et Interdiction de téléphone portable.

## Un rôle positif: statistiques
Le permis feu s'inscrit dans un management global de la gestion des risques industriels, qui vise à faire diminuer le nombre d'incendies/explosions, et plus globalement, à améliorer la sécurité sur chantier.
Ce type d'outil de prévention des risques permet de faire diminuer le nombre d'accidents du travail, comme le montre la diminution globale du nombre d'accidents de travail, entre 1990 et 2008.